# 154-es busz (Budapest)
A budapesti 154-es jelzésű autóbusz a Gazdagréti tér és a BudaPart között közlekedik. A vonalat az ArrivaBus Kft. üzemelteti.

## Története
A 2008-as paraméterkönyv előtt a Kispest, Határ út és Kispest, Ady Endre út között közlekedett 154-es jelzésű autóbusz, útvonalán 2008 és 2023 között a 199-es busz járt.
2014. szeptember 1-jén a 153-ast két járatra osztották: 153-as jelzéssel a korábbi útvonalán, 154-es jelzéssel pedig az Etele úton át közlekedik.
2016. június 4-étől hétvégén is közlekedik és útvonala jelentősen módosult, Őrmezőn csak a Neszmélyi úton halad végig. Kelenföld vasútállomás után a Budaörsi út – Nagyszőlős utca – Bocskai út útvonalon éri el Újbuda-központot. A Neumann János utcáig a reggelente közlekedő 154B jelű betétjáratok mentek tovább.
2019. szeptember 16-ától meghosszabbított útvonalon a Nádorkerten felépült BudaPartig közlekedik, egy nagy hurkot leírva és a Budafoki útról fordul vissza az Október huszonharmadika utcára Újbuda-központ felé, ezzel egy időben a 154B busz megszűnt.

## Útvonala
| Újbuda-központ és BudaPart felé |
| Gazdagréti tér vá. – Gazdagréti tér – Gazdagréti út – aluljáró – Lapu utca – Neszmélyi út – Balatoni út – Neszmélyi út – Zelk Zoltán út – Koszorúslány utca – Budaörsi út – aluljáró – Ajnácskő utca – Nagyszőlős utca – Bocskai út – Október huszonharmadika utca – Újbuda-központ M vá. – Október huszonharmadika utca – Irinyi József utca – Goldmann György tér – Pázmány Péter sétány – Dombóvári út – BudaPart vá. |
| Gazdagréti tér felé |
| BudaPart vá. – Dombóvári út – Budafoki út – Október huszonharmadika utca – Újbuda-központ M vá. – Október huszonharmadika utca – Bocskai út – Nagyszőlős utca – Ajnácskő utca – aluljáró – Budaörsi út – aluljáró – Koszorúslány utca – Zelk Zoltán út – Neszmélyi út – aluljáró – Budaörsi út – Gazdagréti út – Gazdagréti tér – Gazdagréti tér vá.                                                                     |

## Megállóhelyei
| 154 (Gazdagréti tér ◄► Újbuda-központ M ◄► BudaPart) | 154 (Gazdagréti tér ◄► Újbuda-központ M ◄► BudaPart) | 154 (Gazdagréti tér ◄► Újbuda-központ M ◄► BudaPart) | 154 (Gazdagréti tér ◄► Újbuda-központ M ◄► BudaPart) | 154 (Gazdagréti tér ◄► Újbuda-központ M ◄► BudaPart) | 154 (Gazdagréti tér ◄► Újbuda-központ M ◄► BudaPart) | 154 (Gazdagréti tér ◄► Újbuda-központ M ◄► BudaPart)                                                               | 154 (Gazdagréti tér ◄► Újbuda-központ M ◄► BudaPart) |
| Perc (↓)                                             | Perc (↓)                                             | Megállóhely                                          | Perc (↑)                                             | Perc (↑)                                             | Átszállási kapcsolatok | Létesítmények |                                                      |
| ---------------------------------------------------- | ---------------------------------------------------- | ---------------------------------------------------- | ---------------------------------------------------- | ---------------------------------------------------- | --- | --- | ---------------------------------------------------- |
| 0                                                    | 0                                                    | Gazdagréti tér végállomás                            | 26                                                   | 22                                                   | 8E, 108E, 139, 153 | Szivárvány Óvoda                                                                                                   |                                                      |
| 1                                                    | 1                                                    | Tűzkő utca                                           | 25                                                   | 21                                                   | 153 | Pitypang Óvoda, Napsugár Bölcsőde                                                                                  |                                                      |
| 1                                                    | 1                                                    | Szent Angyalok-templom                               | 24                                                   | 20                                                   | 153 | Szent Angyalok-templom                                                                                             |                                                      |
| 2                                                    | 2                                                    | Torbágy utca                                         | 23                                                   | 19                                                   | 153 | |                                                      |
| 3                                                    | 3                                                    | Törökugrató utca                                     | 22                                                   | 18                                                   | 153 | |                                                      |
| 4                                                    | 4                                                    | Regős utca                                           | 21                                                   | 17                                                   | 153 | Eleven Center |                                                      |
| 5                                                    | 5                                                    | Gazdagréti út                                        | 20                                                   | 16                                                   | 8E, 40, 40B, 87, 87A, 88, 88A, 108E, 139, 140, 140A, 153, 188, 240 | |                                                      |
| ∫                                                    | ∫                                                    | Nagyszeben út                                        | 19                                                   | 15                                                   | 8E, 87, 87A, 88, 88A, 108E, 139, 140, 140A, 153 | |                                                      |
| 5                                                    | 5                                                    | Jégvirág utca                                        | ∫                                                    | ∫                                                    | 8E, 87, 87A, 88, 88A, 108E, 139, 140, 140A, 153 | |                                                      |
| 6                                                    | 6                                                    | Neszmélyi út                                         | 17                                                   | 13                                                   | 153 | |                                                      |
| 7                                                    | 7                                                    | Zelk Zoltán út / Neszmélyi út                        | 17                                                   | 13                                                   | 150, 150B, 153 | |                                                      |
| 8                                                    | 8                                                    | Zelk Zoltán út (Menyecske utca)                      | 16                                                   | 12                                                   | 150, 150B, 153, 250, 250B, 251, 251A | Kossuth Lajos Általános Iskola, Eszterlánc Montessori Óvoda                                                        |                                                      |
| 10                                                   | 10                                                   | Kelenföld vasútállomás M                             | 15                                                   | 11                                                   | 19, 49 8E, 40, 40B, 40E, 53, 58, 87, 87A, 88, 88A, 101B, 101E, 108E, 141, 150, 150B, 153, 172, 173, 187, 188, 188E, 250, 250B, 251, 251A, 251E, 272 689, 691, 710, 712, 715, 720, 722, 724, 725, 727, 731, 732, 734, 735, 736, 760, 762, 763, 764, 767, 770, 774, 775, 778, 779, 798, 799 S10 G10 S12 S30 Z30 S34 S35 S36 S40 G40 Z40 S42 Z42 G43 G44 IC, EC, EN, sebesvonat, gyorsvonat, expresszvonat, | Kelenföld vasútállomás, Kelenföld autóbusz-állomás, Metróállomás, Autóbusz-állomás, P+R parkoló, ONE Business Park |                                                      |
| ∫                                                    | ∫                                                    | Sasadi út                                            | 13                                                   | 9                                                    | 8E, 40, 40B, 40E, 53, 87, 87A, 88, 88A, 108E, 139, 140, 140A, 150, 150B, 153, 172, 173, 187, 188, 188E, 240, 272 731, 764 1172, 1173, 1174, 1175, 1176, 1177, 1183, 1184, 1185, 1188, 1189, 1190, 1193, 1194, 1201, 1205, 1212, 1215, 1216, 1229, 1251, 1253, 1254, 1257, 1268 | |                                                      |
| 13                                                   | 13                                                   | Dayka Gábor utca                                     | 11                                                   | 7                                                    | 53, 108E, 139, 140, 140A, 150, 150B | ELTE Kőrösi Csoma Sándor Kollégium                                                                                 |                                                      |
| 14                                                   | 14                                                   | Ajnácskő utca                                        | 10                                                   | 6                                                    | 53, 150, 150B | Kelenföldi autóbuszgarázs                                                                                          |                                                      |
| 15                                                   | 15                                                   | Hollókő utca                                         | 9                                                    | 5                                                    | 53, 150, 150B | |                                                      |
| 17                                                   | 17                                                   | Vincellér utca                                       | 8                                                    | 4                                                    | 53, 150, 150B, 212, 212A, 212B | Függetlenségi park                                                                                                 |                                                      |
| 19                                                   | 19                                                   | Kosztolányi Dezső tér                                | 7                                                    | 3                                                    | 19, 49 7, 53, 58, 114, 150, 150B, 153, 212, 212A, 212B, 213, 214, 240 | Feneketlen-tó |                                                      |
| 21                                                   | 21                                                   | Újbuda-központ M                                     | 4                                                    | 0                                                    | 4, 17, 41, 47, 48, 56 33, 53, 58, 150, 150B, 153, 212, 212A, 212B 1172, 1173, 1174, 1175, 1176, 1177, 1183, 1184, 1185, 1188, 1189, 1190, 1193, 1194, 1201, 1205, 1212, 1215, 1216, 1229, 1251, 1253, 1254, 1257, 1268 | Metróállomás, Fehérvári úti vásárcsarnok, Allee bevásárlóközpont, Református és evangélikus templom                |                                                      |
| 23                                                   | ∫                                                    | Újbuda-központ M végállomás hajnalban és késő este   | ∫                                                    | 0                                                    | 4, 17, 41, 47, 48, 56 33, 53, 58, 150, 150B, 153, 212, 212A, 212B 1172, 1173, 1174, 1175, 1176, 1177, 1183, 1184, 1185, 1188, 1189, 1190, 1193, 1194, 1201, 1205, 1212, 1215, 1216, 1229, 1251, 1253, 1254, 1257, 1268 | Metróállomás, Fehérvári úti vásárcsarnok, Allee bevásárlóközpont, Református és evangélikus templom                |                                                      |
| ∫                                                    | 23                                                   | Budafoki út / Szerémi sor                            | 2                                                    | ∫                                                    | 4 33, 33A, 107, 133E, 153, 212, 212A, 212B | Schönherz Kollégium, MOL-székház                                                                                   |                                                      |
| ∫                                                    | 24                                                   | Petőfi híd, budai hídfő                              | ∫                                                    | ∫                                                    | 4, 6 107, 153, 212, 212A, 212B 1172, 1173, 1174, 1175, 1176, 1177, 1183, 1184, 1185, 1188, 1190, 1194, 1201, 1205, 1212, 1215, 1216, 1229, 1251, 1253, 1254 | BME, ELTE Társadalomtudományi Kar                                                                                  |                                                      |
| ∫                                                    | 25                                                   | Egyetemváros – A38 hajóállomás                       | ∫                                                    | ∫                                                    | 107, 153 | ELTE Társadalomtudományi Kar, A38 Hajó                                                                             |                                                      |
| ∫                                                    | 25                                                   | Magyar tudósok körútja                               | ∫                                                    | ∫                                                    | 107, 153 | BME GTK, ELTE Társadalomtudományi Kar, ELTE Informatikai Kar                                                       |                                                      |
| ∫                                                    | 26                                                   | Infopark (Pázmány Péter sétány)                      | ∫                                                    | ∫                                                    | 107, 153 | Infopark |                                                      |
| ∫                                                    | ∫                                                    | Budafoki út / Dombóvári út                           | 1                                                    | ∫                                                    | 1 33, 33A, 107, 133E | BME Sporttelep, Tüskecsarnok                                                                                       |                                                      |
| ∫                                                    | 27                                                   | BudaPart végállomás                                  | 0                                                    | ∫                                                    | 1 107 | Infopark, BudaPart, Kopaszi-gát                                                                                    |                                                      |